# 洪覲光
洪覲光（1575年—1612年），字共父，號儼咫，福建泉州府同安縣人，明朝官員。

## 生平
刑部左侍郎洪朝選之侄。由監生中式丁酉（1597年）福建鄉試五十二名舉人，萬曆三十八年（1610年）庚戌科會試二百八十三名，第三甲第九十四名進士。兵部觀政，授直隸常州府武進縣，卒。

## 家族
曾祖洪蕤賓，贈通議大夫刑部左侍郎；祖洪溱，累封通議大夫刑部左侍郎；父洪朝冕，太學生；母葉氏。永感下。兄德仁；洪邦光（戊辰進士、四川按察使）；洪忱（監生）；洪兢（官生、貴陽府通判）；洪澄源（丙戌進士、雲南左布政）；梚文（庠生）；明況（庠生）；洪啓哲（舉人）；廷元（庠生）。弟士英（中書舍人）、洪紀、洪賡源、洪範（庠生）、洪際元（武举）、洪章紽、洪邦秩（庠生）；洪充（庠生）、洪紈、洪堯、洪觀光（监生）、洪篪榮。子爾著（庠生）；朱祚（監生）；朱祉；朱禄；朱祜；朱𥜥；朱禮；朱祊。